# Stade Jean-Bouin (Paris)
Das Stade Jean-Bouin ist ein Rugby- und Fußballstadion im 16. Arrondissement der französischen Hauptstadt Paris, das unmittelbar nördlich neben dem Parc des Princes liegt. Das zwischen den Straßen Avenue du Général Sarrail, Rue Claude Farrère und Rue Nungesser et Coli gelegene Stadion hatte bei seiner Eröffnung eine Kapazität für 12.000 Zuschauer und ist mit der Pariser Metro erreichbar über die Stationen Porte de Saint-Cloud (Linie 9) und Porte d’Auteuil (Linie 10).

## Geschichte
Die Sportanlage wurde 1925 errichtet und diente zunächst ausschließlich dem CASG Paris als Heimspielstätte. Obwohl dieser Verein, der seit 2002 unter der Bezeichnung Paris Jean Bouin firmiert, das Stadion noch immer für einige Sportveranstaltungen nutzt – vorwiegend für American Football –, dient es heute in erster Linie der Rugbymannschaft des auf der anderen Seite des Prinzenparkstadions beheimateten Club Stade Français als Heimspielstätte. Am 13. Juli 1985 übersprang Stabhochspringer Serhij Bubka im Stade Jean-Bouin als erster die 6-Meter-Marke.
Benannt wurde das Stadion nach dem herausragenden französischen Leichtathleten Jean Bouin (1888–1914), der mehrere nationale und internationale Rekorde aufgestellt hat, bevor er im Alter von nur 25 Jahren im Ersten Weltkrieg ums Leben kam. Der in Marseille geborene Bouin gehörte dem früheren Stadioninhaber CASG Paris, der am Anfang übrigens eng mit der Société Générale verbunden war, seit 1910 an.
Im Rahmen der Bewerbung von Paris für die Olympischen Sommerspiele 2012 wurde die Sportstätte nach dem Entwurf von Rudy Ricciotti komplett renoviert. 2013 öffnete die Anlage wieder und bietet nun Platz für 20.000 Zuschauer mit 51 Logen und 1300 Business-Sitzen. Mit der Renovierung wurden die Leichtathletikanlage aus dem Stadion entfernt und die Zuschauerränge überdacht.
2014 war das Stadion neben dem Centre national du rugby in Marcoussis Austragungsort der Frauen-Rugby-Union-Weltmeisterschaft 2014. Neben dem Endspiel, den Halbfinalspielen und dem Spiel um Platz 3 fanden weitere Platzierungsspiele statt. Ende Oktober 2015 empfing die französische Frauenfußballnationalmannschaft die niederländische Damenmannschaft.
In der Saison 2016/17 trug der Fußballverein Red Star Paris seine Heimspiele im Stade Jean-Bouin aus, da das Stade de Paris von 1909 renovierungsbedürftig war und den Anforderungen der Ligue 2 nicht entsprach.
Die neu gegründete American-Football-Mannschaft der Paris Musketeers nutzte das Stadion 2023 und 2024 für ihre Heimspiele in der European League of Football (ELF).
Im Februar 2025 einigte sich der Paris FC mit Stade Français auf den Umzug des Fußballclubs in das Stade Jean-Bouin zur Saison 2025/26. Die Vereinbarung läuft zunächst bis 2029.

## Galerie

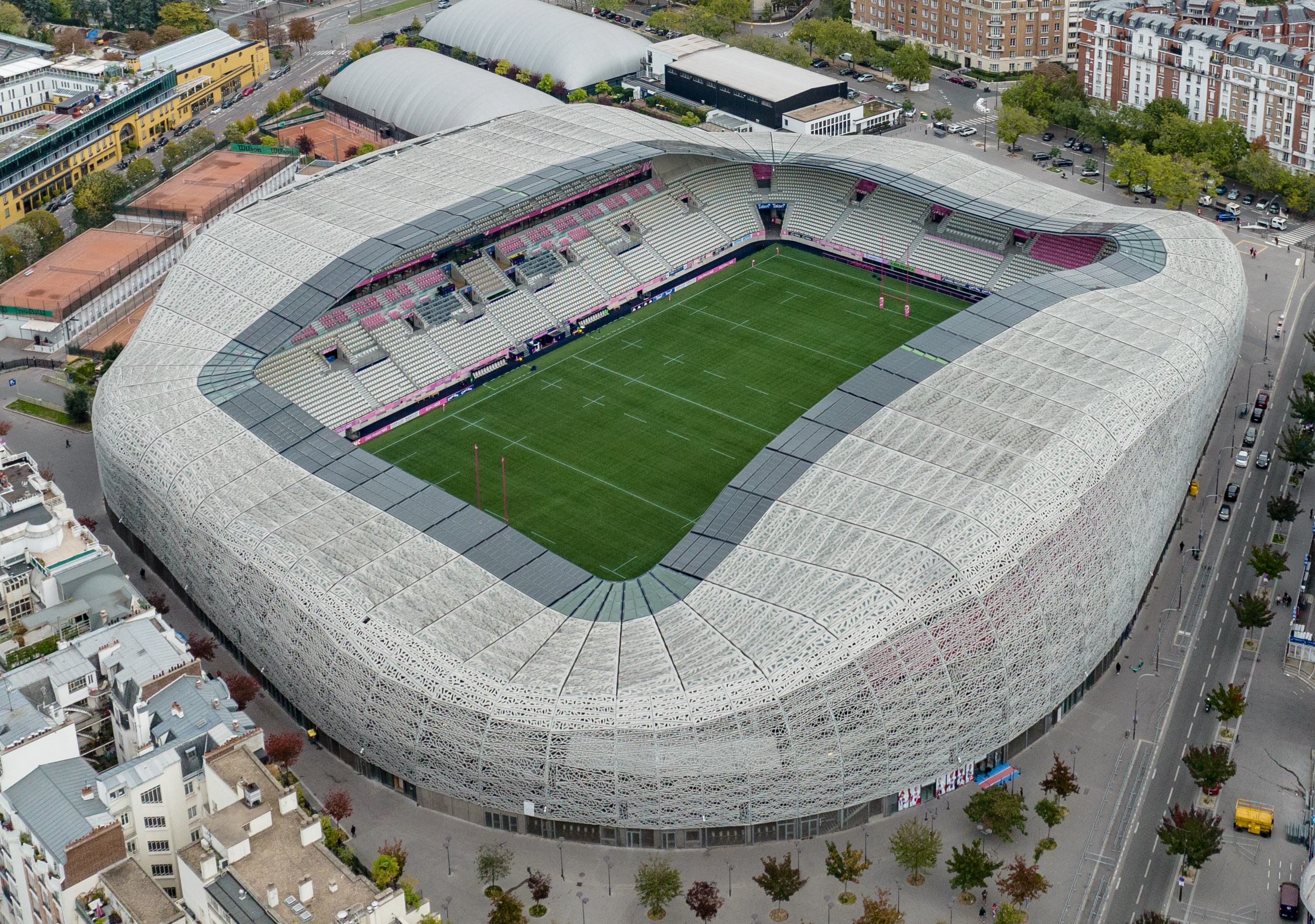
Luftaufnahme
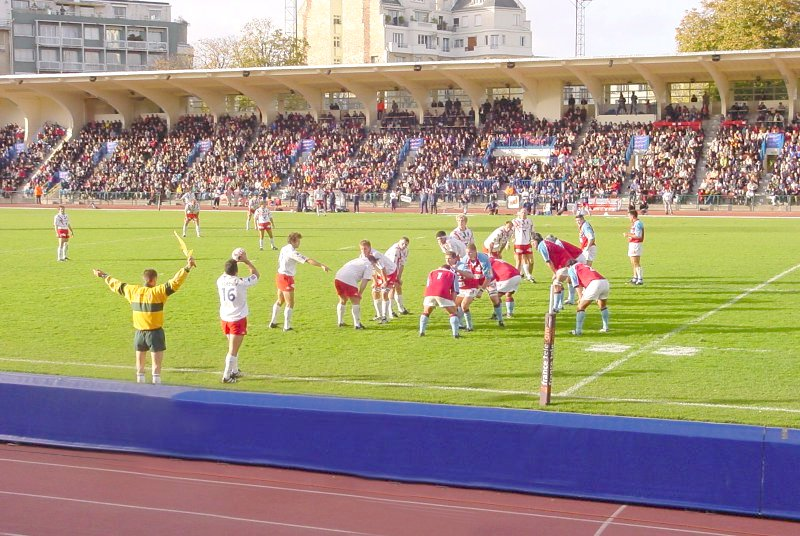
Rugbyspiel im Jean-Bouin im Jahr 2002
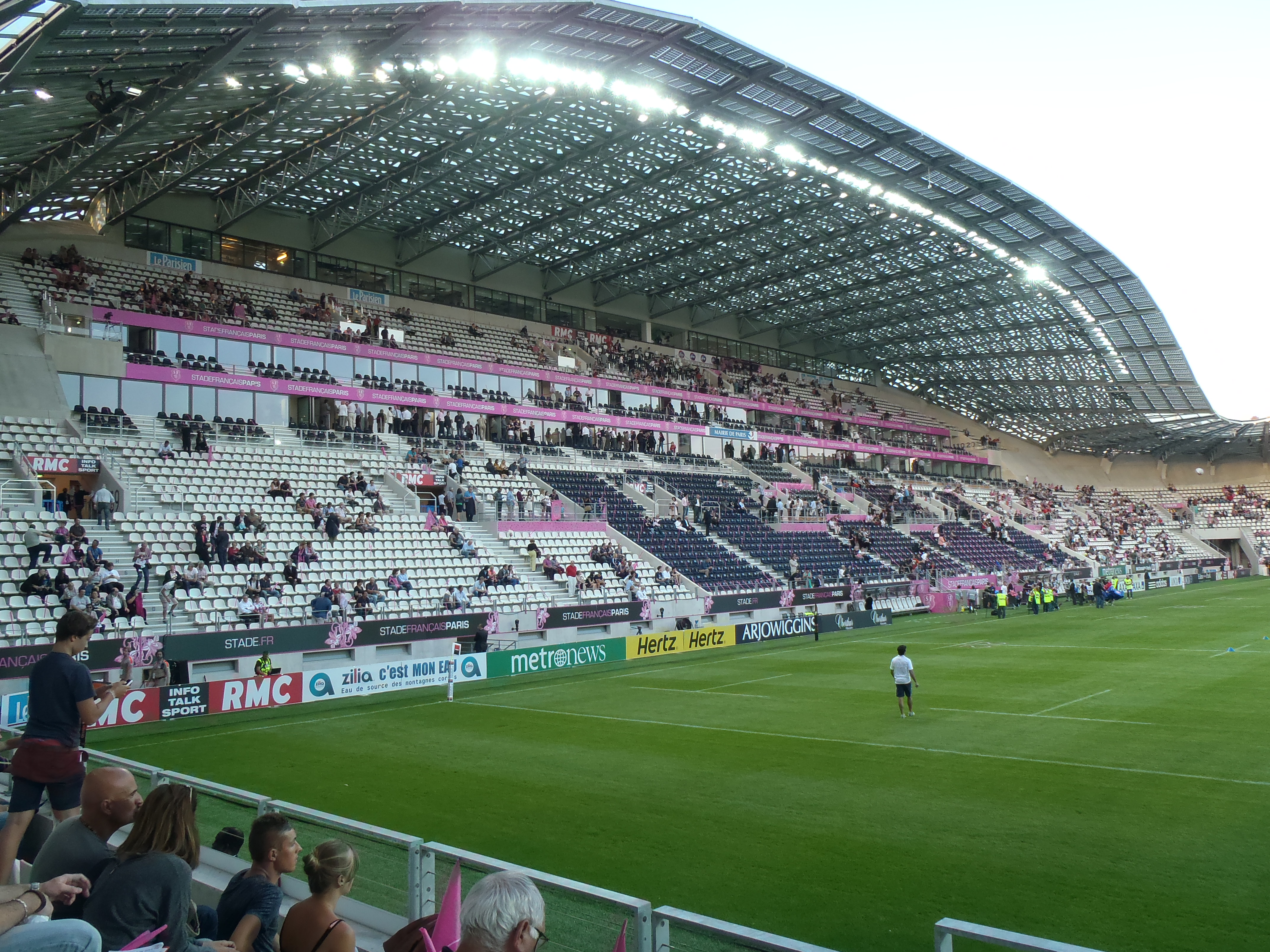
Die neue Haupttribüne im August 2013
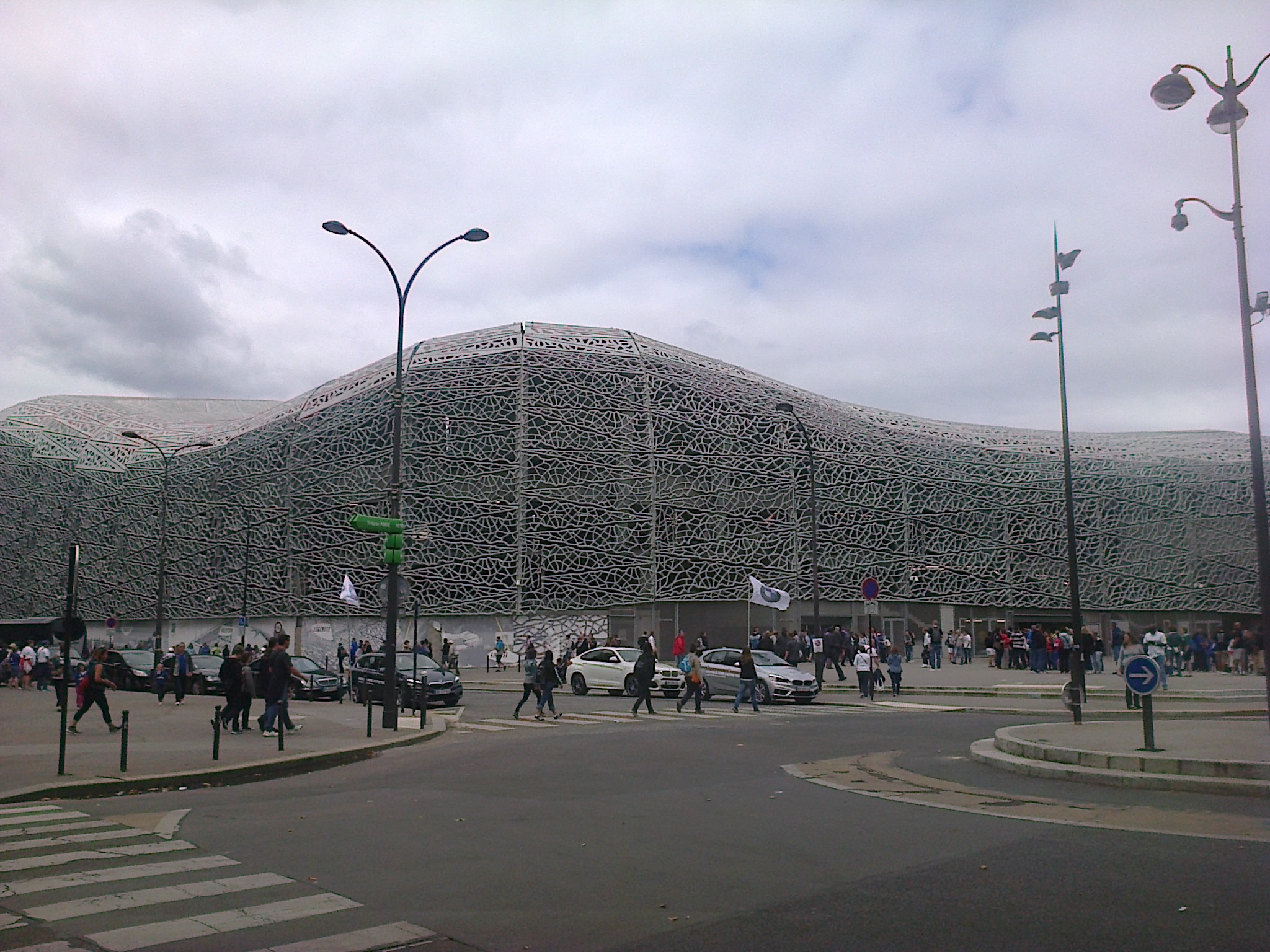
Die Außenansicht des umgebauten Stade Jean-Bouin 2014
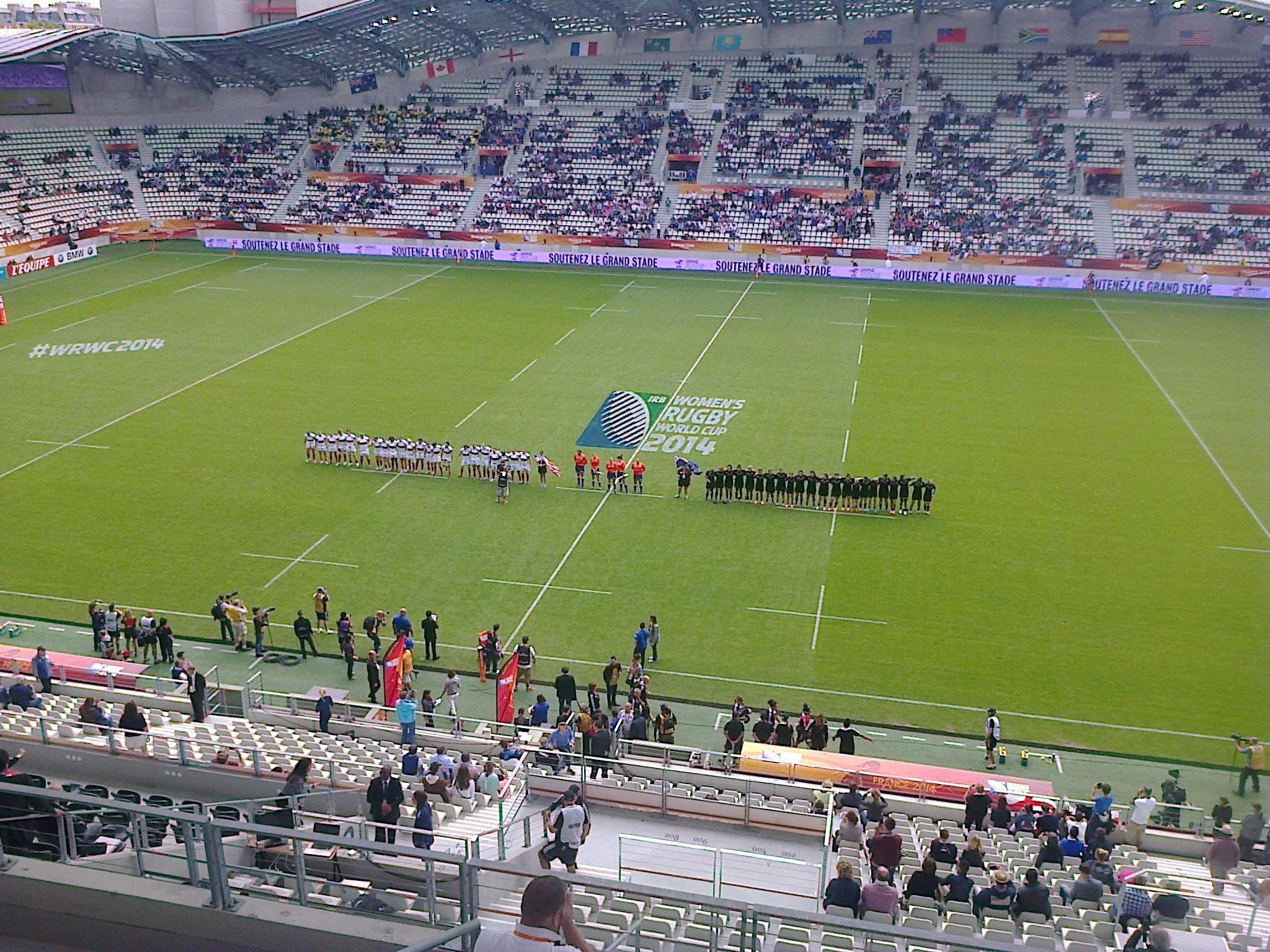
Das Spiel um Platz 5 zwischen den USA und Neuseeland am 17. August 2014 bei der Rugby-Union-Weltmeisterschaft der Frauen.
Luftbild des Stade Jean-Bouin und dem benachbarten Parc des Princes im Vordergrund (2016)
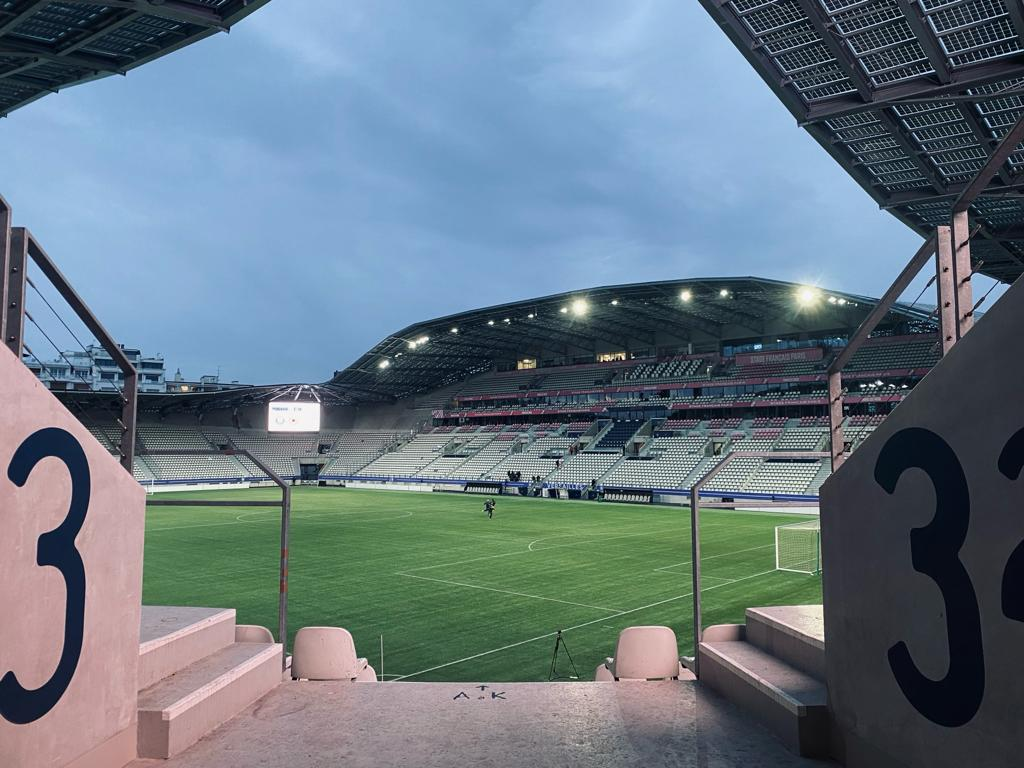
Blick auf die Präsidententribüne während eines Fußballspiels des FC Versailles